# Data
Data je izmišljeni lik iz američke znastveno-fantastične serije Zvjezdane staze kojeg glumi Brent Spiner. Pojavljuje se u serijalu Nova generacija, filmovima: Generacije, Prvi kontakt, Pobuna i Nemesis.

Data je android, umjetni oblik života, koji služi kao drugi časnik na svemirskom brodu Enterprise-D, kasnije Enterprise-E. Posjeduje pozitronski mozak koji mu omogućuje brzo kalkuliranje, razmišljanje i obradu podataka.
Izradio ga je dr. Noonyan Soong, 2336. godine, na planeti Omicron Theta. Godine 2341. upisao se na Akademiju Zvjezdane flote koju je završio četiri godine kasnije. Prvu dužnost ostvario je na brodu USS Trieste, a 2363. promaknut je na dužnost drugog časnika i premješten na Enterprise-D pod zapovjedništvom kapetana Jean-Luca Picarda.

## Emocionalni čip
Tijekom svoje socijalizacije i integracije u ljudsko društvo, Data nastoji što više oponošati ljudsko ponašanje i postati što sličniji ljudima. U tu svrhu, 2371. instaliran mu je emocionalni čip, no kako nije mogao u svakom trenutku kontrolirati emocije, naposljetku je odlučiom ugraditi mogućnost uključivanja i isključivanja čipa po želji, dok ne stekne nadzor nad svojim emocijama.

## Osobni interesi
Data je obožavatelj književnog detektiva Sherlocka Holmesa kojega oponaša u holodeku. Vrstan je igrač pokera, a izvrsno svira i neke instrumente, poput gitare i oboe.

## Kćer Lal
Data je imao kćer Lal koja je bila Soong-type android. Izrađena je 2366. godine na USS-Enterprise-D. Prešla je Data-ine sposobnosti u više pogleda i bila je sposobna izvršiti više od 60 bilijuna izračuna u sekundi, koristeći se verbalnim kontrakcijama i sposobnosti osjećanja emocija poput straha i ljubavi.
Izvorno bez spola i posjedujući veoma osnovni humanoidni izgled, Lal je mogla izabrati svoj spol i osobni izgled. Deanna Troi je podsjetila Lal da će njezin odabir utjecati kako će se ljudi odnositi prema androidu u budućnosti. Lal je na početku željela imati isti spol i osobine kao i Troi, ali ju je Data odgovorio od toga rekavši joj da će to biti zbunjujuće.

## Zanimljivosti
Godine 2007. splitska hip-hop skupina The Beat Fleet izdala je skladbu Data koja govori o životu ovog androida.